# Leda (astronomia)
Leda è un satellite naturale di Giove.
È stato scoperto da Charles Thomas Kowal all'Osservatorio di Monte Palomar il 14 settembre 1974, dopo tre notti di osservazioni, dall'11 al 13 settembre; Leda era presente in tutte le lastre fotografiche.
È chiamato come la Leda della mitologia greca, regina di Sparta, madre di Castore e Polluce, Elena e Clitennestra, che Zeus sedusse trasformandosi in cigno. Il nome fu proposto dallo scopritore, Kowal, e approvato dall'Unione astronomica internazionale nel 1975.  È designata anche come Giove XIII.

## Caratteristiche
Leda appartiene al gruppo di Imalia, quattro satelliti che orbitano Giove a una distanza compresa tra 11 a 13 milioni di chilometri, e con un'inclinazione di 27,5° circa.
Si tratta di un piccolo satellite; infatti assumendo che possieda un'albedo pari a 0,04, similmente agli altri membri del gruppo di Imalia, considerando la sua magnitudine apparente di 20,2 ne consegue un diametro di circa 20 km.
Conseguentemente la massa stimata è di 1,09×1016 kg.

Orbite dei satelliti irregolari di Giove. Il gruppo di Imalia è visibile a centro-sinistra.
Inclinazione dei quattro principali satelliti del gruppo di Imalia in funzione del semiasse maggiore.